# Плуази
Плуази́ (фр. Ploisy) — коммуна во Франции, находится в регионе Пикардия. Департамент коммуны — Эна. Входит в состав кантона Суасон-2. Округ коммуны — Суасон.
Код INSEE коммуны — 02607.

## Население
Население коммуны на 2010 год составляло 82 человека.
| 1962 | 1968 | 1975 | 1982 | 1990 | 1999 | 2010 |
| ---- | ---- | ---- | ---- | ---- | ---- | ---- |
| 86   | 89   | 84   | 67   | 86   | 88   | 82   |

## Экономика
В 2010 году среди 46 человек трудоспособного возраста (15—64 лет) 36 были экономически активными, 10 — неактивными (показатель активности — 78,3 %, в 1999 году было 71,9 %). Из 36 активных жителей работали 29 человек (16 мужчин и 13 женщин), безработных было 7 (3 мужчин и 4 женщины). Среди 10 неактивных 3 человека были учениками или студентами, 4 — пенсионерами, 3 были неактивными по другим причинам.